# Слатвина
Слатвина (словац. Slatvina) — село в окрузі Спішска Нова Вес Кошицького краю Словаччини. Площа села 4,41 км². Станом на 31 грудня 2015 року в селі проживало 329 жителів.

## Історія
Перші згадки про село датуються 1246 роком.

## Населення
| Рік:            | 1994. | 2004.    | 2014.   | 2024.   |
| --------------- | ----- | -------- | ------- | ------- |
| Кількість осіб: | 253   | 306      | 322     | 307     |
| Різниця:        |       | +20,94 % | +5,22 % | -4,65 % |

| Рік:            | 2023. | 2024.   |
| --------------- | ----- | ------- |
| Кількість осіб: | 303   | 307     |
| Різниця:        |       | +1,32 % |